# Бандури
Ба́ндури —  село в Україні, у Грунській сільській громаді Охтирського району Сумської області. Населення становить 168 осіб. Колишній орган місцевого самоврядування — Рибальська сільська рада.

## Географія
Село Бандури знаходиться за 2 км від лівого берега річки Грунь. Примикає до сіл Бідани, Рибальське і Шаповалівка. До села примикають невеликі лісові масиви.

## Історія
12 червня 2020 року, відповідно до розпорядження Кабінету Міністрів України № 723-р «Про визначення адміністративних центрів та затвердження територій територіальних громад Сумської області», село увійшло до складу Грунської сільської громади.
19 липня 2020 року, в результаті адміністративно-територіальної реформи та ліквідації Охтирського району(1923-2020), громада увійшла до складу новоутвореного Охтирського району.

## Населення

### Мова
Розподіл населення за рідною мовою за даними перепису 2001 року:
| Мова       | Кількість | Відсоток |
| ---------- | --------- | -------- |
| українська | 166       | 98.81%   |
| російська  | 2         | 1.19%    |
| Усього     | 168       | 100%     |

## Культура
Традиція приготування сушки з фруктів у селах Охтирщини є об'єктом нематеріальної культурної спадщини України.